# مارسل میر دی اشتادلهوفن
مارسل میر دی اشتادلهوفن (انگلیسی: Marcel Meyer de Stadelhofen; ۱۵ مارس ۱۸۷۸ – ۳ آوریل ۱۹۷۳) ورزشکار ورزش تیراندازی اهل سوئیس بود.
وی در مسابقات کشوری و بین‌المللی در مجموع برندهٔ ۲ مدال طلا، ۱ مدال برنز شده‌است.